# 山田啓二
山田 啓二（やまだ けいじ、1954年〈昭和29年〉4月5日 - ）は、日本の自治官僚、政治家。勲等は旭日大綬章。京都府京都文化博物館長、学校法人京都産業大学理事長。
京都府知事（公選第15・16・17・18代）、全国知事会会長（第11代）、新しい日本をつくる国民会議（21世紀臨調）副代表・「知事・市町村長連合会議」座長、京都舞鶴港振興会会長、関西観光本部副理事長を歴任した。

## 来歴

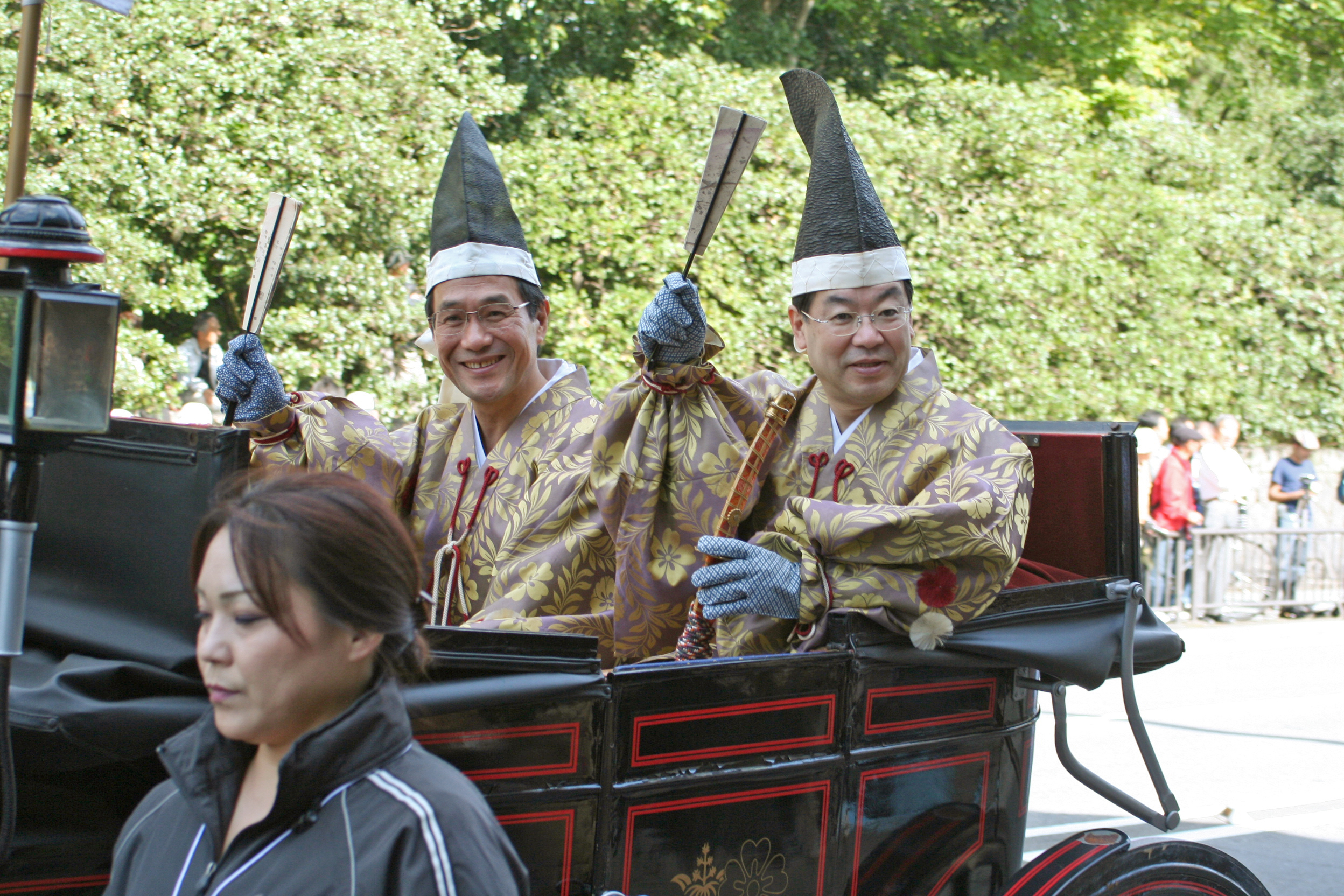
2009年9月22日、時代祭の行進に参加する山田（右）

兵庫県洲本市で生まれ、後に伊丹市、東京都杉並区に転居。桐朋高等学校、東京大学法学部卒業。1977年4月、自治省（現・総務省）に入省した。本省勤務の他、和歌山県や高知県、内閣法制局、国土庁への出向も経験し、1999年より京都府総務部長。2001年に副知事に起用され、京都府副知事を最後に退官した。
2002年、京都府知事選挙に自民・民主・公明・自由・社民・保守6党の推薦を受けて無所属で出馬し、日本共産党が推薦し新社会党が支持する弁護士の森川明、前八木町長の中川泰宏ら3候補を破って当選。当時48歳で、47都道府県で2番目に若い知事だった。選挙戦では勇退する荒巻禎一前知事の路線を継承しながら地方分権時代にふさわしい京都府政の改革を標榜。また「職員の意識改革」を掲げ、当選後は副知事に麻生純前商工部長、出納長に竹内賢樹前企画環境部長を起用、また佐村知子前総務省大臣官房参事官を副知事に起用し、京都府政史上初の女性副知事を誕生させた。
2004年2月、京都府船井郡丹波町（現・京丹波町）で発生した高病原性鳥インフルエンザ（H5N1型）の感染に際し、京都府庁に高病原性鳥インフルエンザ京都府対策本部を設置し、本部長に就任。発生農場から30km以内の養鶏農家等に対する鶏、鶏卵等の移動制限を発動する。約5km離れた別の養鶏場でも感染が確認され、世界で初めてカラスへの感染も判明したが、陸上自衛隊（福知山駐屯地）にも出動を要請し防疫措置を講じた。2006年、京都府知事再選。2007年4月より全国知事会地方分権推進特別委員長。社会保障国民会議委員。2008年3月、前三重県知事の北川正恭の提唱により設立された地域・生活者起点で日本を洗濯（選択）する国民連合では発起人に名を連ねる。2010年、京都府知事3選。
2011年4月、当時既に次の知事選に出馬しない意向を表明していた麻生渡福岡県知事の後任の全国知事会会長に名乗りを上げ、同じく立候補していた埼玉県の上田清司知事を破り、全国知事会会長に選出された。2014年の京都府知事選挙では、自民、民主両党の京都府連から推薦を受け（両党はいずれも党本部による推薦を3期目の候補者までに限っている）、公明党や日本維新の会からも支援を受けて4選。
2017年4月、関西観光本部副理事長に就任。同年12月に2018年京都府知事選挙に立候補しない意向を正式に表明、4月15日の任期切れを以て4期16年務めた知事を退任した。
知事退任後は京都府京都文化博物館長、京都産業大学法学部法政策学科教授に就いた。併せて、学長補佐を兼ねる。2024年6月1日、学校法人京都産業大学の理事長に就任した。
2025年（令和7年）春の叙勲で旭日大綬章を受章した。

## 人物
- 家族は妻との間に2女。
- 2004年に政治家の年金未納問題が発覚した際、高知県財政課長を務めていた1989年〜1991年までの2年間の年金保険料の未納を社会保険庁から通告されたが、後に自身の給与記録を提出し、社会保険庁側の記録を訂正させた。
- 京都府知事就任後、自由民主党京都府連が主宰する「きょうと青年政治大学校」で数回にわたり講師を務めた。

## 政策
- 2013年に京都府内全大学の学部・大学院を対象に、卒業・修了時に永住を希望する外国人留学生が原則永住権を得られるようにする大学ユートピア特区構想を提唱、「優秀な人材が日本を目指さず違う方向に行くのはもったいない。特区申請時に、留学生の永住権付与を盛り込みたい」と語っている[11]。

- 2010年の京都府知事選挙において、自身のマニフェストで「日本で一番厳しい「児童ポルノ規制条例」の制定」を掲げた。同時期に東京都青少年健全育成条例の改正が石原都政下で議論されていたため、表現規制や単純所持規制を懸念する声が寄せられた[12]。

### 京都府知事4期16年の主な実績

#### 教育の充実
- 京都式少人数教育（2004年4月～）
- 京都府立洛北高等学校附属中学校開校（2004年4月）
- 京都府立園部高等学校附属中学校開校（2005年4月）
- 3大学（府大・府医大・工繊）連携に関する包括協定調印（2006年10月）
- 八幡支援学校開校（2010年4月）
- 宇治支援学校開校（2011年4月）
- 京都府立林業大学校開校（2012年4月）
- 3大学教養教育共同化開始（2014年4月）
- 京都府立福知山高等学校附属中学校開校（2015年4月）
- 京都府立清明高等学校開校（2015年4月）
- 京都府立舞鶴こども療育センター・京都府立舞鶴支援学校行永分校校舎竣工（2016年3月）

#### 文化
- 源氏物語千年紀記念式典開催、古典の日宣言（2008年11月）
- 第26回国民文化祭･京都2011｢こころを整える～文化発心｣開催（2011年10～11月）
- 「和食：日本人の伝統的な食文化」がユネスコ無形文化遺産に登録（2013年12月）
- 京都府庁旧本館竣工110周年記念事業（旧議場改修お披露目)（2014年11月）
- 琳派400年事業（2015年）
- 文化庁京都移転決定（2016年3月）
- 京都府立京都学・歴彩館グランドオープン（2017年4月）

#### 観光振興
- 北近畿タンゴ鉄道「あかまつ、あおまつ号」運行開始（2013年4月）、「くろまつ号」運行開始（2014年5月）
- 海の京都（2015年）、森の京都（2016年）、お茶の京都（2017年）

#### スポーツ
- 京都府立山城総合運動公園弓道場オープン（2014年4月）
- 京都トレーニングセンター開設（2016年7月）
- サン・アビリティーズ城陽がパラリンピック競技ナショナルトレーニングセンターに指定（2016年7月）
- 京都スタジアム起工（2018年1月）

#### 府民の安心
- 東山警察署開署（2005年4月）
- 家庭支援総合センター開設（2010年4月）
- ドクターヘリ3府県(京都･兵庫･鳥取)共同運航開始（2010年4月）、南部地域運航開始（2012年10月）
- 中京警察署開署（2012年4月）
- 府立医科大学附属北部医療センター開設（2013年4月）
- 南警察署移転（2015年10月）
- 京都駅前運転免許更新センター開設（2016年9月）
- 永守記念最先端がん治療研究施設竣工（2017年11月）

#### 府民参画
- 地域力再生プロジェクト（2007年～）
- 府民公募型整備事業（2009年～）
- 公共員の配置（まちの公共員、里の公共員、コミュニティ・コンビニ公共員）

#### 就労支援
- ジョブカフェ京都開設（2003年8月）
- 京都ジョブパーク開設（2007年4月）
- マザーズジョブカフェ開設（2010年8月）
- 女性活躍支援拠点「京都ウィメンズベース」開設（2016年8月）

#### 地域経済
- 商店街創生センター開設（2015年10月）
- 京都経済センター（仮称）起工（2017年3月）

#### 社会資本の充実
- 福知山駅付近連続立体交差事業高架開通（2005年11月）
- JR山陰本線（京都・園部）複線化完了（2010年3月）
- 京都舞鶴港 舞鶴国際ふ頭供用開始（2010年）
- いろは呑龍トンネル北幹線第2号・第3号管渠供用開始（2011年10月）、南幹線起工（2014年7月）
- JR奈良線高速化・複線化第2期事業着手（2013年）
- 畑川ダム竣工（2013年3月）
- 京都第2外環状道路（大山崎JCT･IC～沓掛IC）開通（2013年4月）
- 丹波広域基幹林道開通（2014年10月）
- 京都縦貫自動車道の全線開通（丹波IC～京丹波和知IC開通 2015年7月）
- 山陰近畿自動車道野田川大宮道路（与謝天橋立IC～京丹後大宮IC）開通（2016年10月）
- 新名神高速道路（城陽JCT･IC～八幡京田辺JCT･IC）開通（2017年4月）

#### 学研都市研究施設等立地
- けいはんなオープンイノベーションセンター（KICK）運営開始（2015年4月）

#### 条例制定
- 京都府中小企業応援条例（2007年3月16日公布、2007年4月1日施行）
- 京都府鴨川条例（2007年7月10日公布、2008年4月1日施行）
- 京都府森林の適正な管理に関する条例（2014年3月14日公布、2015年4月1日施行）
- 京都府障害のある人もない人も共に安心していきいきと暮らしやすい社会づくり条例（2014年3月14日公布、2015年4月1日施行）
- 京都府若者の就職等の支援に関する条例（2015年7月28日公布、施行）
- 京都府移住の促進のための空家及び耕作放棄地等活用条例（2016年3月25日公布、2016年4月1日施行）
- 災害からの安全な京都づくり条例（2016年8月4日公布、施行）

## 年譜

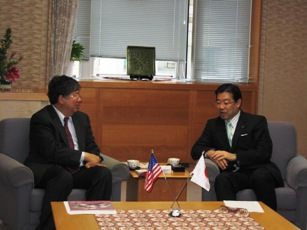
2008年9月24日、京都府庁舎でアメリカ合衆国のエドワード・ドン総領事と会談する山田（右）

- 1954年4月5日 - 兵庫県洲本市で出生
- 1973年3月 - 桐朋高等学校卒業
- 1977年3月 - 東京大学法学部卒業
  - 4月 - 自治省（現・総務省）入省
- 1983年7月 - 和歌山県総務部地方課長
- 1985年 - 国際観光振興会サンフランシスコ事務所次長
- 1989年4月 - 高知県総務部財政課長
- 1991年8月 - 自治省行政局行政課長補佐
- 1992年1月 - 自治省行政局行政課理事官
  - 7月 - 内閣法制局参事官
- 1997年7月 - 国土庁土地局土地情報課長
- 1999年8月 - 京都府総務部長
- 2001年6月 - 京都府副知事
- 2002年4月7日 - 京都府知事選挙に無所属で出馬し、初当選
- 2006年4月9日 - 京都府知事再選
- 2010年4月11日 - 京都府知事3選
- 2011年4月26日 - 全国知事会会長
- 2014年4月6日 - 京都府知事4選
- 2018年4月16日 - 京都産業大学法学部法政策学科教授 兼 学長補佐
- 2020年4月1日 - 京都産業大学法学部法政策学科客員教授 兼 学長特命補佐
- 2021年4月 - 京都産業大学理事
- 2024年6月1日 - 京都産業大学理事長

## その他の主な活動
- 2004年9月 - 日本政府観光局(JNTO)特別顧問会議 委員
- 2005年7月～2007年5月 - 全国知事会政権公約評価特別委員会 委員長
- 2006年6月 - 国立大学法人京都大学経営協議会 委員
- 2007年4月 - 新しい日本をつくる国民会議（21世紀臨調） 副代表
- 2007年5月～2011年6月 - 全国知事会地方分権推進特別委員会 委員長
- 2008年1月～2008年12月 - 社会保障国民会議 委員
- 2008年3月～2009年8月 - 地域・生活者起点で日本を洗濯（選択）する国民連合 世話人・幹事、地方政府創造会議 座長
- 2009年5月～11月- 人材調整準備本部 本部員
- 2009年6月～2010年6月 - 全国知事会近畿ブロック 会長
- 2009年10月～2011年5月 - 全国知事会国と地方の協議の場の法制化プロジェクトチームリーダー
- 2010年10月 - 休暇改革国民会議 委員
- 2011年7月 - 全国知事会会長（1期目）、ジェトロ運営審査会 委員
- 2012年12月～2013年8月 - 地方制度調査会 委員
- 2013年4月 - 全国知事会会長（2期目）
- 2015年4月 - 全国知事会会長（3期目）
- 2017年4月 - 全国知事会会長（4期目）
- 2019年3月 - 中央教育審議会大学分科会 臨時委員
- 2019年4月 - 内閣府消費者委員会地方消費者行政専門調査会 専門委員
- 2020年4月 - スポーツ庁スポーツ審議会 委員

## メディア出演
ラジオ
- 山田啓二のローカルフィット（京都放送）

テレビ
- 京bizX（京都放送）- 不定期出演
- 報道ランナー（関西テレビ）- 不定期出演